# Cratere Dali
Dali è un cratere sulla superficie di Mercurio. Il nome del cratere è dedicato all'artista Salvador Dalí.